# Alena Koenigsmarková
Alena Koenigsmarková roz. Helmhackerová (10. listopadu 1919, Plzeň – 2. listopadu 2010) byla česká malířka. Manželka JUDr. Josefa Koenigsmarka, matka spisovatele a dramatika Alexandra Koenigsmarka a historičky umění a ředitelky UPM Heleny Koenigsmarkové.

## Život
Alena Koenigsmarková byla v mládí ovlivněna rodinnou sbírkou umění i širším rodinným prostředím, ve kterém vyrůstala. Jedním z jejích prastrýců byl plzeňský advokát, sběratel obrazů a zakladatel plzeňské galerie v budově tamní radnice JUDr. František Tropp (1860-1917), jiným architekt a malíř Jaroslav Honzík, který byl jejím učitelem kreslení. Jeho syn, arch. Karel Honzík, ji seznamoval s moderním uměním. Mezi 16. a 18. rokem absolvovala kurzy portrétní tvorby v malířské škole Kalmana Kémenyho.
Po ukončení klasického gymnázia v Plzni (1938) absolvovala za války soukromá studia malby u prof. O. Homoláče, V. Kotrby a v Rotterově (později Jedličkově) škole užitých umění (do r. 1944). Provdala se roku 1941 za básníka a právníka JUDr. Josefa Koenigsmarka (1916-1993), který byl krátce po narození jejich syna internován v Terezínské Malé pevnosti. Po válce byl krátce činný pro Svaz průmyslu, po roce 1948 vystřídal různá manuální zaměstnání a teprve koncem 50. a v 60. letech mohl pracovat jako dramaturg a redaktor (do roku 1969). Alena Koenigsmarková byla po válce malířkou porcelánu v Karlových Varech a v 50. letech pracovala jako jeřábnice v plynárně. Od roku 1962 byla v domácnosti a vrátila se k malbě. V 60. letech byla členkou sdružení Tvůrčí skupina moderního realismu a zúčastnila se dvou skupinových výstav. Její první výstava v pražské Viole v roce 1966 vzbudila v uměleckých kruzích zájem a roku 1969 byla přijata do Svazu výtvarných umělců a měla soubornou výstavu v galerii Díla v Plzni. Vzápětí byla opět vyloučena a nesměla až do pádu komunistického režimu vystavovat. Jedinou výjimkou byla výstava v neoficiální výstavní síni Divadlo v Nerudovce roku 1978.
V roce 1969 v reakci na sovětskou okupaci a upálení Jana Palacha namalovala obraz Pražská pieta,, který darovala tehdejší švédské velvyslankyni. Obraz byl odeslán do Švédska po soukromé osobě bez diplomatické imunity a na hranicích ho zachytila StB, která rychle zjistila autora. Následovala perzekuce celé rodiny po celou dobu normalizace.

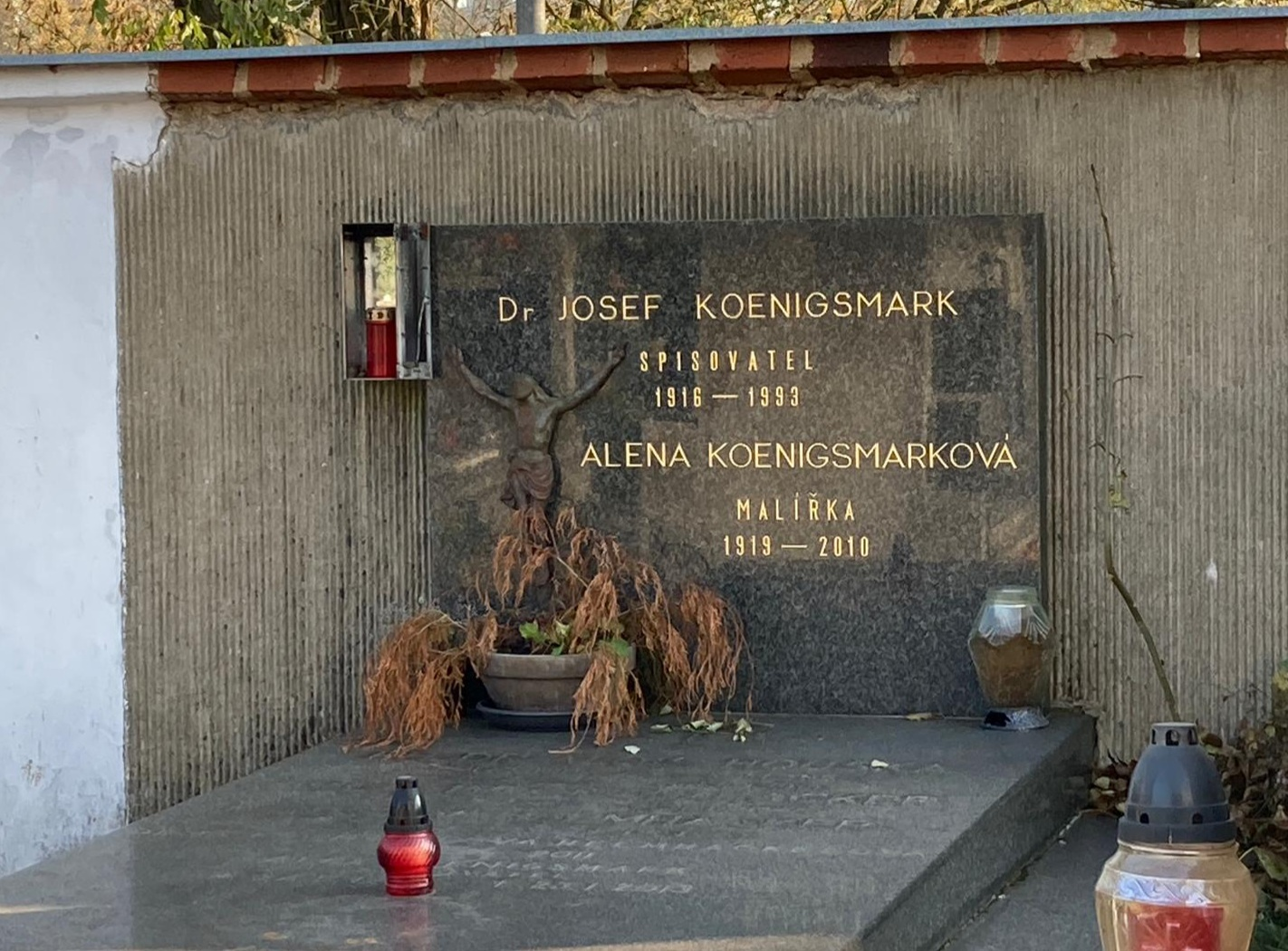
Hrobka rodiny Koenigsmarkovy na hřbitově u svatého Jiří v Plzni

V roce 1990 byla Alena Koenigsmarková plně rehabilitována. Od té doby pracovala a vystavovala především na Plzeňsku, kde žila. K devadesátým narozeninám obdržela od primátora Plzně zvláštní ocenění, Městskou pečeť. Zemřela 2. listopadu 2010 a byla pohřbena do rodinné hrobky na hřbitově u svatého Jiří v Plzni.

## Dílo
Alena Koenigsmarková již jako sedmnáctiletá studentka gymnázia ilustrovala básnické sbírky Miroslava Němce a Josefa Koenigsmarka.
Její malířský styl se ustálil počátkem 60. let, kdy opustila dělnickou profesi a vrátila se k vlastní tvorbě. Je řazena k autorům imaginativní malby. Její technika, s uzavřeným typem kresby a lokálně definovanou barevností vytváří v jistém smyslu naivistický charakter projevu, připomínající někdy estetiku střeleckých terčů. Má spojitost s některými figurativními proudy evropského malířství, zejména s Novou věcností (Neue Sachlichkeit), která čerpala expresivitu a věcnou naléhavost ze stylu pozdně gotické a severské raně renesanční malby. Charakteristickým rysem, který souvisí s jejím realistickým školením u K. Kémenyho, je důraz na detail a snaha o věrnost, které má společné s novým realismem 60. let. Maluje na dřevěné desky, často neobvyklých tvarů se zaobleným vrcholem či ve tvaru oltáře s křídly nebo kříže. Používá náročnou středověkou techniku malby, při které prokládá temperové vrstvy olejovými lazurami. Přesným a logickým postupem buduje obraz, který nepředstavuje přímou iluzivní transpozici námětu, ale stává se třírozměrným vizuálním objektem. Tento postup našel přímou realizaci i v sérii pomalovaných dřevěných truhliček, které lze považovat za novodobé "světské relikviáře" (Divadelní truhlička, 1994, Cirkusová truhlice, 1995).
Závěrem 60. let Alena Koenigsmarková vytvořila několik děl, kterými bezprostředně reagovala na dramatické události doby. Jedním jsou Hořící koně (1968) - obraz, který lze chápat jako alegorii dobové předtuchy, v němž hrůza, furor a šílenství žene za měsíční noci hořící zvířata do temných vod jezera. Alegorický význam má i obraz Nahá v trní (1968) a Malé smetiště (1969).
Nejzávažnějším dílem z této doby je Pražská Pieta, která vznikla jako reakce na sovětskou okupaci a oběť Jana Palacha. Autorka se v něm intuitivně a zčásti i vědomě vcítila do staleté tradice evropské malby a propůjčila dílu širší platnost. Obraz má formu středověkého pašijového oltáře se dvěma křídly. Centrální scénu Piety, kde matka drží na klíně mrtvého syna, v dešti ruských letáků a s Národním muzeem v pozadí, doplňují dvě křídla - pravé se scénou obětování upálením, levé s "posmívači", obličejem ruského vojáka a apatickými nezúčastněnými tvářemi běžných lidí.
Od sedmdesátých let se Koenigsmarková věnovala také portrétní tvorbě a na první pohled skromné a nenápadné malbě inspirované přírodou nebo sny, která je ale ve své podstatě filozofickou meditací o světě. Účinek je založen na důmyslném spojování živých a neživých, organických a neorganických forem převzatých ze světa lidí, zvířat i rostlin. Je pro ně charakteristická drobnopisná kresba a ostrá a jasná barevnost. Koenigsmarková řadí prostorové plány do rovnoběžných pásů a soustřeďuje je kolem pomyslné ideální osy a dosahuje tak iluze ohromného nedohledného amfiteátru (Krev Boží, 1993, Svízel, 1998).
Za únik z neradostné reality normalizačních let je možno pokládat sérii rodinných portrétů (V růžích, 1978, Viktorie, 1985), které charakterizuje "laskavá soustředěnost k drobným konkrétním projevům života - květině, motýlu, předmětu, lidské ruce, tváři". Nebezpečný nevědomý svět a existenciální tíseň tematizují obrazy Dětská hra (1982-1998) s rozbitou panenkou, pohozenou na zvadlých květinách u zdi, a blížícími se plameny požáru, který zažehly utíkající děti v pozadí, nebo Dětské trauma (1981). Koenigsmarková si v brutalitě a hulvátství doby uchovala jemný smyslový a duševní vztah ke skutečnosti. Ani v pozdním věku se nepřestala zajímat o svět, který ji obklopuje a komentovala ho nelítostným obrazem Cesta do Evropy (1992) nebo fantazijní kreací Ideologie a iluze (2001), která je privátní metaforou velkých i malých dějin, kterými v životě procházela.

## Seznam výstav
- 1964 Tvůrčí skupina moderního realismu, výstavní pavilon Muzea Klatovy
- 1965 Tvůrčí skupina moderního realismu, Letohrádek Ostrov
- 1966 - vinárna Viola, Praha
- 1969 - Galerie Dílo, Plzeň
- 1978 - Galerie V Nerudovce, Praha
- 1990 - Galerie Jiřího Trnky, Plzeň
- 1998 – Plody života, Západočeská galerie v Plzni, výstavní síň „13“
- 1999 - Plody života, Městské muzeum v Horažďovicích, zámek
- 2000 – Plody života, Muzeum Chodska v Domažlicích, Galerie bratří Špillarů
- 2000 – Plody života, Chebské muzeum
- 2001 – Obrazy, Galerie Fronta, Praha
- 2001 - Květiny, zámek Nebílovy
- 2005 - Jak- Kdy, Galerie Jiřího Trnky Plzeň
- 2007 – Podobenství, Kulturní centrum plzeňského pivovaru
- 2008 - Obrazy, Galerie severního Plzeňska, Mariánská Týnice
- 2009 - Alena Koenigsmarková, Výstava k jubileu, galerie Jiřího Trnky Plzeň

## Galerie

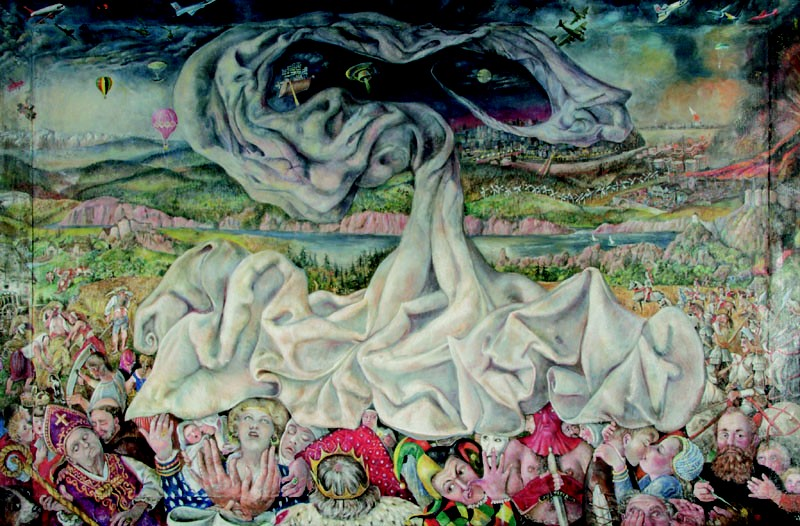
Chaos, klid a útržky zdravého rozumu
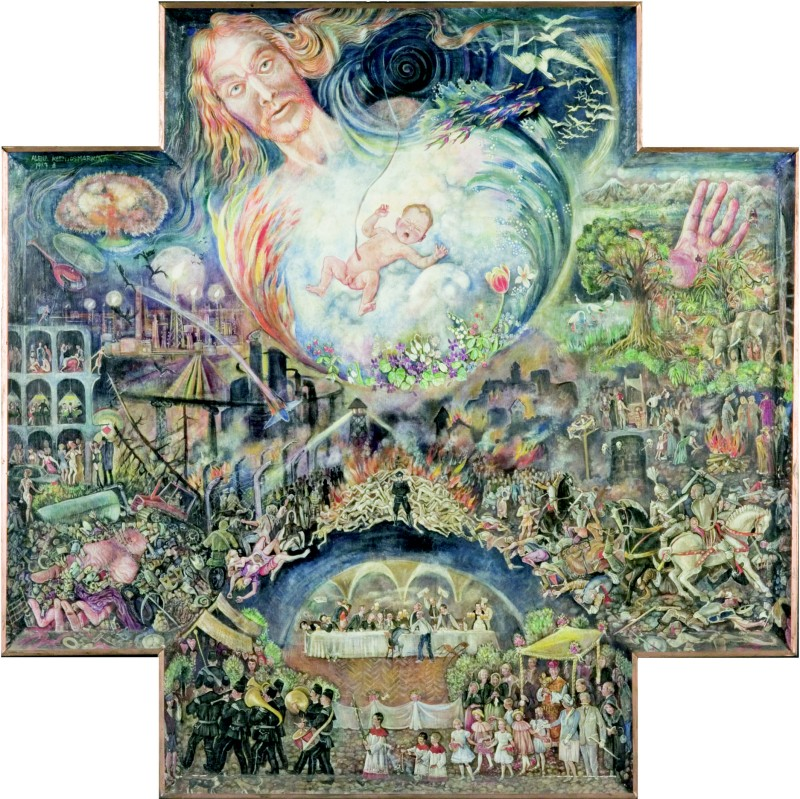
Náruč
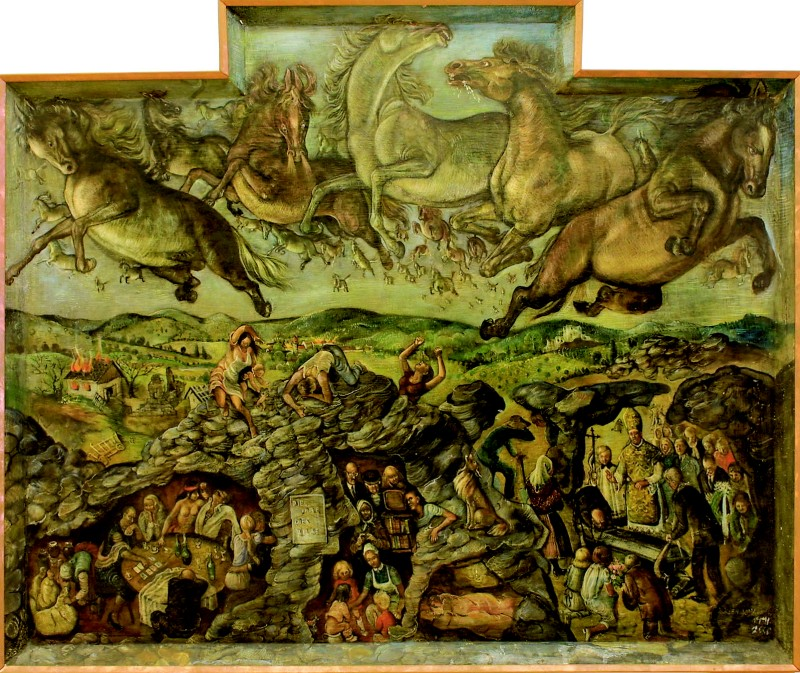
Dies Irae